# ジョン・テンボ
ジョン・テンボ（John Zenus Ungapake Tembo、1932年9月14日 - 2023年9月27日）は、マラウイの政治家。最大野党、マラウイ会議党 (MCP) の党首を務めた。中部州のデッザ県出身で、政界入りする前の職は学校教員であった。
テンボは1964年から1994年までのヘイスティングズ・カムズ・バンダ大統領による統治時代に唯一の合法政党であったマラウイ会議党における主要人物の1人であり、"禁欲的、潔癖"や"狡猾"など様々な表現で評される人物である。

## 初期の経歴
1932年、テンボは中部州のデッザ県に生まれた。父親のゼナス・テンボ（Zenus Ungapake Tembo）は、中央アフリカ長老派教会（Church of Central Africa Presbyterian：CCAP）の牧師であった。ブランタイヤのセカンダリースクールを卒業した後にレソトのローマ大学へ進学し、1958年に政治哲学の学士号を取得した。大学卒業後、テンボは中部州のデッザ県のセカンダリースクールの教員として就職したが、その後すぐにドーワ県のロバート・ブレイクセカンダリースクール（Robert Blake Secondary School）へと移った。
なお、この1958年はガーナで診療所を開設していたヘイスティングズ・カムズ・バンダが帰国した年であった。バンダは、帰国後すぐにニヤサランドアフリカ人会議（Nyasaland African Congress、NAC）の指導者となったが、翌年1959年に政治活動により逮捕された。ニヤサランドアフリカ人会議も崩壊の危機に瀕したものの、逮捕を逃れたメンバーにより、マラウイ会議党として再建された。翌1960年、バンダは出所するとマラウイ会議党の指導者に就任し、イギリス植民地からの独立運動へ再び熱心に取り組んでいた。テンボはこのマラウイ会議党に請われ、1961年に行われる予定であった立法議会の候補者としてデッザ県南部選挙区の候補として出馬することとなった。
翌年に行われた1961年ニヤサランド立法議会選挙でテンボは当選し、マラウイ会議党の議員となった。それから3年後の1964年、マラウイはイギリスからの独立を勝ち取った。テンボは、財務相の最有力候補であったチシザ（en:Dunduzu Chisiza）が、1962年に自動車事故で死亡したために、ヘンリー・フィリップス（en:Sir Henry Phillips）の後任として、第二財務大臣に就任した。同年には悪名高き"内閣危機"が発生する。これは、バンダと対立した3人の閣僚が更迭され、これに同情的であったもう3人の閣僚が辞任となった上、内の5人が生命の危険から亡命に至った事件であった。テンボはこの事件の際、唯一辞任へと至らなかった閣僚となった。

## バンダとの関係
テンボと大統領であったバンダは極めて親密な関係にあった。その一例として、バンダはテンボの姪であったセシリア・カザミラ（Cecilia Tamanda Kadzamira）を愛人とし、カザミラにマラウイのファーストレディとしての地位を与えている（なお、カザミラはファーストレディーの地位から"Mama"の名でも知られる）。またテンボ自身も、長い海外暮らしによりチェワ語が十分に喋れなくなっていたバンダの通訳を、1960年前後の独立運動時代から務めていた。
1966年、マラウイ政府は共和制を導入して国名をマラウイ共和国へと変更後、テンボはバンダの指名により財務大臣へと就任した。その後、テンボはイギリス、フランス、アメリカの中央銀行のシステムについて大学院で学んでから、マラウイ準備銀行総裁に就任し、以後13年間務めた。
30年以上に渡り国を支配していたバンダ大統領は、歳を重ねるにつれて独裁の度合いをより深めていたが、テンボはこの期間一度も失脚せずに有力な腹心であり続けたことから、マラウイ会議党内の有力な政治家と見做されていた。しかし、初の多党制選挙となる1994年マラウイ総選挙で、大統領候補として出馬するバンダは副大統領候補にテンボではなくグアンダ・チャクアンバを指名した。なお、この選挙の結果、統一民主戦線候補のバキリ・ムルジが大統領に当選、バンダは敗北して政界から引退した。
選挙翌年の1995年1月、バンダ、テンボ、カザミラの3人は、1983年に4人の政治家を殺害した容疑で起訴された。なお、この裁判は俗に"ムワンザ裁判"と呼ばれている。被害者となった4人の政治家は、州治安部隊の手によって暴行を受け死亡した（申し立てによれば、"自動車事故"による死亡とされる）疑いが若干残るものの、被告ら3人が殺人に直接関与した証拠が無かったためにいずれも無罪となった。その後、バンダが1997年に死亡すると、テンボはマラウイ会議党党首の座をチャクアンバから引き継ごうと試み、高等裁判所の命令を無視してチャクアンバの開催する党大会を妨害しようとした。高等裁判所によりこの行為が侮辱罪として裁定された結果、テンボは国民議会議員を除名されることが決まった。しかしテンボは除名に異議を唱え続けた結果、現在でも国民議会議員として、野党であるマラウイ会議党党首に留まり続けている。

## 2004年の大統領選挙
2004年5月20日に開催された大統領選挙の結果、テンボは27%の得票を得てムグウイリザノ連合候補のチャクアンバには勝利したものの、大統領に当選したのは統一民主戦線のビング・ワ・ムタリカであった。政治アナリストのうちの幾人かは、次回の2009年の選挙では、テンボが勝利する可能性が高いのではないかと予想したが、下記の出来事の影響によって実現しなかった。
2007年8月28日、テンボは新共和党のチャクアンバと統一民主戦線のムルジから持ちかけられた共闘の誘いを断り、マラウイ会議党は独自のキャンペーンを行うので野党連合には参加しないと述べたのである。

## 2009年の大統領選挙
2008年11月1日、テンボはリロングウェのNatural Resources College で開催されたマラウイ会議党の党大会において、2009年の大統領候補として全会一致で選出された。そのため、選挙は実質的にテンボと民主進歩党候補の現職大統領ビング・ワ・ムタリカによる2大候補によって争われることとなった。ムタリカは、2004年からの任期期間中の経済政策を大きく成功させていたが、その一方で専門家の多くはムタリカを政策的失敗の多い政治の素人だと評していた。また、テンボ率いるマラウイ会議党の支持基盤は特に人口の多い中部州エリアであったが、ムタリカ率いる民主進歩党の支持基盤は比較的人口の少ない北部州エリアであった。
選挙委員会による公式な発表によれば、大統領選挙はムタリカが3分の2近い票を獲得して圧勝したが、テンボはこの結果を認めようとしなかった。その後、幾人かのマラウイ会議党の議員はムタリカの勝利を認め、テンボに対し党代表の辞任を要求した。しかし、テンボはこれを受け入れず、選挙結果に対し法的に異議を申し立てることを宣言した。なお、テンボ自身はデッザ県北部地域のマラウイ会議党候補として出馬し、再選を果たしたものの、党全体ではムタリカの民主進歩党に大きく議席を奪われた。最終的に民主進歩党が100議席以上を獲得したのに対し、マラウイ会議党はわずか25議席しか獲得できなかったが、それでも国会内で第二党の地位を確保した。マラウイ会議党内に明確で根強い反対があったにもかかわらず、2009年6月2日にテンボは再び党代表へと就任すると、2009年から2014年までの議会任期中は野党代表を務めることを宣言した。
議会は当初、テンボを野党の代表として見做すことを拒否していたが、2009年8月下旬に高等裁判所がテンボを暫定的な野党代表として扱うよう命じた。